# Mike Tyson
Parabolic Mike Tyson 
(Brooklyn, New York, 1966. június 30. -), polgári
, egykori legendás és egyben hírhedt amerikai profi ökölvívó, aki 1985 és 2005 között versenyzett hivatalosan. 2020-ban ismét visszatért a ringbe, de csak egy bemutató mérkőzés erejéig. 1987 és 1990 között a WBA, a WBC és az IBF nehézsúlyú világbajnoka volt, s nem mellesleg minden idők legfiatalabb bokszolója, aki a „királykategóriában” a csúcsra jutott.
Becenevei: „Iron Mike”, „Kid Dynamite”, „The Baddest Man on the Planet”. Ő az egyik leghíresebb bokszoló, nem csak tehetsége, hanem a ringen kívüli viselkedése miatt is. 59 profi mérkőzéséből 50-et megnyert, 44-et kiütéssel. 7 alkalommal szenvedett vereséget, kétszer pedig nem hirdettek győztest.

## Kezdetek
Tyson édesapja a jamaicai Purcell Tyson volt, édesanyja pedig Lona Smith. Mike anyja később férjhez ment egy fehér férfihoz, az ír származású Jimmy Kirkpatrickhez, aki aztán elhagyta a családot, így az asszony kénytelen volt egyedül eltartani a gyerekeket.
Tyson New Yorkban, Brooklyn városrészében, annak is a Brownsville nevű negyedében élte gyermekkorát. Már fiatalon számos utcai csetepatékba, lopásokba és betörésekbe keveredett. Többszöri letartóztatás után végül 12 éves korában javítóintézetbe került; a fiatal Tyson akkor találkozott először Muhammad Alival. Az egykori nehézsúlyú világbajnok akkortájt az olyan létesítményeket járta, ahol a Mike-hoz hasonló fiatalkorú bűnözők raboskodtak, hogy tekintélyével, valamint a sport népszerűsítésével segítse a kamaszok életét jobb irányba terelni. A fiatal Tysonra óriási hatással volt az Alival történő találkozás, s elhatározta, hogy Muhammadhoz hasonlóan ő is ökölvívó lesz majd. Mike addigra már számos verekedésen volt túl, s ezek által komoly tekintélyt vívott ki magának a fiatalok körében. Jellemző az akkor még csak 13 éves Tysonra, hogy az első edzőjét, Bobby Stewartot úgy eltalálta egy edzőmérkőzés alkalmával, hogy annak eltört az orra. Stewart aztán nem sokkal később bemutatta Mike-ot a híres edzőnek, Cus D'Amatónak, aki rögtön meglátta benne a jövő bajnokát
D'Amato magához vette a fiatal tehetséget, s attól kezdve ő felelt érte. Kiemelte Mike-ot a New York-i gettó és a javítóintézet rideg világából és egy szeretetteljes családi környezetet biztosított számára. Edzőjének hála Tyson élete gyökeresen megváltozott, akit szinte apjaként tisztelt és szeretett. Ezért is volt óriási veszteség a számára amikor D'Amato 1985. őszén elhunyt, mivel azzal eltűnt az egyetlen olyan ember az életéből, aki képes volt arra, féken tudja tartani őt.
Cus halála után Tyson edzését szinte kizárólag Kevin Rooney irányította.

## Pályafutása
Amatőr mérlege jónak mondható volt, hiszen a 24 győzelme mellett csupán 3 vereséget szenvedett. Az 1984-es olimpiáról csak azért maradt le, mert Henry Tillmantól kétszer is kikapott. Ezek után hamar elkezdte a profi pályafutását, s 1985. március 6-án, a New York állambeli Albanyban megvívta első mérkőzését a profik között. Mike ellenfele Hector Mercedes volt, de az nem sokáig tartotta magát, mivel az ifjú tehetség már az első menetben kiütötte őt. Profi pályafutása első évét Tyson 15–0-ás rekorddal zárta, s mindegyik találkozóján kiütéssel győzött. A következő évben 13 mérkőzése volt, s ezeket is mind idő előtt nyerte meg! 1986. november 22-án aztán Mike eljutott a világbajnoki cím megszerzéséhez, mivel a nevadai Las Vegasban Trevor Berbick ellene tette kockára a WBC nehézsúlyú világbajnoki címét. Tyson ezt az akadályt is könnyedén teljesítette, mivel már a 2. menetben padlóra küldte Muhammad Ali korábbi legyőzőjét, aki Mike balhorga miatt képtelen volt felállni onnan, így a fiatal tehetség újabb KO-val győzedelmeskedett. Ezzel a sikerrel Tyson történelmet írt, mivel 20 évesen és 4 hónaposan lett a nehézsúly világbajnoka; ilyen fiatalon azóta sem sikerült senkinek sem ez a bravúr.
Karrierjének következő állomása 1987. március 7-én volt, amikor 12 menetben győzött James Smith ellen, ezzel a WBC öve mellé elhódította a WBA bajnoki címét is. Ezután egy látványos címvédés következett Mike számára, amit a korábbi világbajnok Pinklon Thomas ellen vívott – ekkor "Iron" a 6. menetben brutális KO-val győzött. 1987. augusztus 1-jével ő lett a nehézsúly vitathatatlan bajnoka, miután egy 12 menetes csata után egyhangú pontozással legyőzte Tony Tuckert is. Az újabb sikerrel Mike a WBA, a WBC mellett még az IBF bajnokának is mondhatta magát. Címeit ezután olyan ellenfelek ellen védte meg kiütéssel, mint Tyrell Biggs, Larry Holmes, Tony Tubbs, Michael Spinks, Frank Bruno vagy Carl Williams. Ezen csatái közül külön érdekesség volt a Spinks elleni találkozó, amelyet hatalmas érdeklődéssel várt a publikum. Ez végül csak 91 másodpercig tartott, viszont azért 20 millió dollárt (akkori rekordösszeget) tehetett zsebre.
Az 1990-es évbe 37–0-ás rekorddal lépett be, melyből a kiütés győzelmek száma 33 volt. Ekkor Tyson a sajtóban is taglalt, folyamatos botrányai és magánéleti problémái miatt formán kívül lépett a ringbe az előzetesen teljesen esélytelennek tartott Buster Douglas ellen. A Japánban megrendezett derin a könnyelműség megbosszulta magát, mivel Mike a 10. menetben KO-val elveszítette azt – a tálkozót később a Ring Magazin az Év mérkőzésének választotta.
A Douglas elleni vereség után Tyson még ugyanabban az évben gyors két első menetes KO-val tért vissza, ezeket Henry Tillman és Alex Stewart ellen vívta.
1991-ben az első mérkőzését Donovan Ruddock ellen vívta – egy kőkemény csata után Mike ismét kiütéssel győzött. Ruddock a visszavágón sem járt sokkal jobban: akkor pontozásos vereséget szenvedett Tysontól.
1992-ben Mike-ot nemi erőszak vádjával elítélték és 6 év börtönt kapott, még annak ellenére is, hogy végig ártatlannak vallotta magát. Jó magaviseletért azonban már 1995 tavaszán szabadulhatott. T
Tyson régóta várt visszatérésére végül 1995. augusztus 19-én került sor az MGM Grand Garden Arénában, Las Vegasban. A zűrös összecsapás, amelyet Peter McNeeley ellen vívott, hamar véget is ért. Mike ellenfele – bár vehemensen kezdett – kétszer is padlóra került már az első menetben. A második számolás után aztán McNeeley edzője beugrott a ringbe és jelezte a bírónak, hogy nem folytatják tovább a kilátástalan küzdelmet.
1996 márciusában Tyson a WBC bajnokával, Frank Brunóval állt szemben, akit a 3. menetben TKO-val győzött le. Ezzel a sikerrel Mike ismét a derekára csatolhatta a világbajnoki övet. Szeptemberben egy címegyesítő derbin az 1. menetben legázolta a WBA-bajnok Bruce Seldont, ezzel már a három nagy világszervezet bajnoki címei közül kettőt újra a magáénak tudhatott. Ezután Tyson a WBC előszámú kihívójával, Lennox Lewis-szal kellett volna bokszoljon, de inkább lemondott címről mintsem kiálljon az angol-kanadai harcos ellen.
1996 novemberében és '97 júniusában is megmérkőzött Evander Holyfielddel, de mindkétszer vereséget szenvedett. Az első meccset Mike a 11. menetben, technikai KO-val veszítette el. A mérkőzésről a profiboksz.hu oldalon jelent meg szakkommentár: „Az első menetben Tyson rögtön a lényegre tér: tiszta erőből elkezdi támadni Holyfieldet, aki mindenki nagy meglepetésére visszatámad, sőt több jó kombinációja is tisztán betalál. Közben ő is kap tiszta találatokat. … Amint Tyson ütőtávba ér és elereszti a bombáit, Holyfield azonnal fog. Emiatt a menetek nagy része dulakodásból áll. A dulakodások között azonban mindkét oldalról váltakozva be-betalál egy-egy nagy ütés. A dulakodások alkalmával rengetegszer érintkezik az öklözők feje (Holyfield ezt már Bowe ellen is csinálta), nehéz megállapítani ilyenkor, hogy szándékos volt-e vagy sem, de tény, hogy rengeteg fejelésgyanús jelenet jellemzi a mérkőzést. A negyedik menetben Holyfield teljesen passzívvá válik. Rengeteget szabálytalankodik: fog, fejjel és vállal nekimegy ellenfele fejének. Tysonon kezdenek látszani az idegesség jelei … A bíró nem tesz semmit. A 6. menet ádáz küzdelmet hoz. Tyson egy kombináció után egyensúlyát veszti, és egy kesztyűjére mért ütésnél hanyatt esik a lendülettől. A bíró tévesen rászámol Tysonra, pedig nem ütéstől ment le, hanem a saját ütésének a lendületétől. A menet végén egy óriási adok-kapok van, melynek végén Tyson feje és szája vérezni kezd. Mike a bírónak magyaráz, mivel a sérülések nem ütéstől, hanem egy összefejelésből származnak. A 7. menetben is óriási a harc. Mike ismét szól a bírónak a szabálytalanságok miatt. A menet vége felé összefejelnek, és Tyson megszédül. Csak azért nem esik el, mert meg tud kapaszkodni ellenfelében. Fájdalmas arccal kitámolyog a kötelekhez, de utána folytatja a küzdelmet. A 8. és a 9. menet is nagy csatát hoz, azonban látszik, hogy Tyson fáradtabb, mint ellenfele. Egyre több tiszta ütést kap, és egyre kevesebb tiszta ütést tud bevinni. A 10. menet végén Holyfield megrendíti ellenfelét, és óriási ütészáport zúdít a bajnok fejére. Mike-ot a gong menti meg a kiütéstől, azonban olyan ütéseket kapott, hogy azt a szünetben nem lehet kipihenni. A 11. menetre még az előző menetben beszedett ütések hatása alatt jön ki, és néhány másodperccel a menet megkezdése után megint egy óriási ütészáport kap. A bíró leállítja a küzdelmet, és technikai KO-t hirdet."
Holyfield győzelmét beárnyékolta az, hogy egy összefejelés miatt Tyson a mérkőzés felét felszakadt, vérző szemöldökkel volt kénytelen bokszolni. Éppen ezért a mérkőzés után „Iron" csapata erősen bírálta a mérkőzés vezetőjét amiért az nem figyelmeztette, illetve nem volt le pontot Holyfield-től a fejelés miatt. A második ütközet botrányba fulladt, miután az addig remekül helytálló Tyson a 3. menetben a mérkőzés hevében egyszerűen kiharapott egy darabot Holyfield füléből, amiért végül diszkvalifikálták. Ő maga a következőképp emlékszik vissza az eseményekre: „Elkezdődött a mérkőzés, és jó formában éreztem magam. Magabiztos voltam. Nem ütöttem nagyokat csak bokszoltam. Aztán Holyfield lefejelt. Nyilvánvaló volt mindenkinek, aki odafigyelt, hogy Holyfield taktikája erre épül: kivárni, amíg ütést indítok, majd lehajtani a fejét és bumm. Tehát a fejelések nem véletlenek voltak, hanem a stratégiája részét képezték. A második menetben tovább romlott a helyzet. Eleresztettem néhány ütést, mire Holyfield megint előrehajolt és bumm! Felrepedt a szemöldököm. … Holyfield most már a sebemre utazott. Ököl helyett fejjel próbált eltalálni. Magasabb, mint én, mégis mit keresett a feje az enyémnél alacsonyabban? Egyre frusztráltabb lettem. A harmadik menetre már forrt bennem a harag. Bevittem Holyfieldnek két kemény ütést. A közönség belelkesedett. Érezték, hogy fordul a kocka. És akkor újra lefejelt. Megtántorodtam, egy pillanatra elveszítettem az eszméletemet, de a harag és az adrenalin magamhoz térített. Meg akartam ölni. Mindenki láthatta a nyilvánvaló fejeléseket. Elöntött a düh, fegyelmezetlen katonává váltam, aki elveszítette a hidegvérét. Beleharaptam a fülébe.” 
A második Holyfield elleni találkozón történt incidens miatt Tyson csak másfél év eltiltás után bokszolhatott újra. Bár a mérkőzéseit "Iron Mike" kiütéssel nyerte meg, már nem volt a régi önmaga.
2000 júniusában Glasgow-ban bokszolt, ellenfele Lou Savarese volt. A botrányairól elhíresült Tyson ezúttal is hozta a formáját. A mérkőzés első pillanatától kezdve nekirontott ellenfelének és már a 15. másodpercben megrendítette. A kiegyenlítetlen küzdelemnek John Coyle mérkőzésvezető a 26. másodpercben véget akart vetni, amikor közéjük ugrott, de ezt az önkívületi állapotban lévő "Iron Mike" észre sem vette. Tovább ütötte az ellenfelét, s immár a bírót is, így a meccsnek a 38. másodpercben vége lett. Ez volt Tyson 3. leggyorsabb kiütése. Tettéért később Mike bocsánatot kért Coyle-tól.
Októberben Andrew Golotával mérkőzött, akit nem meglepő módon már az első menetben padlóra küldött. A lengyel ökölvívó – lelkiekben feladva a mérkőzést – a 2. menet után a ringből egyenesen öltözőbe vonult. Ott azt állította, hogy Tyson többször is fejelte őt, de a mérkőzésvezető nem figyelmeztette emiatt az amerikai öklözőt. A meccs után Tyson pozitív drogtesztet produkált, ezért a találkozót később eredmény nélkülire (Non Contest) minősítették.
Mike ekkorra került igazán hullámvölgybe, s ez inkább a ringen kívül zajlott. Folyamatos nőügyei, rendszeres botrányai az éjszakai életben anyagilag kimerítették és csődbe sodorták őt, pedig saját bevallása szerint karrierje során több mint 300 millió dollárt bokszolt össze.
2002. június 8-án kapott még egy lehetőséget Lennox Lewistól – aki akkor már három világszervezet bajnoka volt –, hogy újra trónra kerüljön. Bár mindenki nagyon várta az összecsapást, Tyson ekkor már teljesen a kábítószerek rabja volt. „Hawaiira mentem edzőtáborozni. Ebből sejteni lehet, mennyire voltam motivált. Ott termett ugyanis a legjobb fű a világon. Szétszívtam az agyamat. Addigra már az sem érdekelt, hogy visszaszerezhetem a világbajnoki övemet. Elveszítettem a fonalat.” 
Mindezek ellenére „Iron" az első menetet még megnyerte Lewis ellen, aki a menet közepén még meg is tántorodott egy Tyson-balegyenestől! A második menettől kezdve aztán Mike szinte teljesen elkészült az erejével. „Tudtam, hogy nem vagyok olyan kondícióban, hogy bárkit is legyőzzek, főleg nem egy olyan kiváló képességekkel rendelkező bunyóst, mint Lennox. Az elmúlt öt évben mindössze tizenkilenc menetet bokszoltam. Az a sok kokain, pia, fű és dugás végül megtette a hatását.”
A 8. menetben végül KO-vereséget szenvedett, s ezzel együtt elszálltak a világbajnoki reményei is.
2003-ban még begyűjtötte a 23. első menetes kiütéses győzelmét Clifford Etienne ellen, de későbbi kiütéses vereségei – amelyekre már csupán a pénzszerzés miatt állt ki Danny Williams(2004) és Kevin McBride (2005) ellen – a pályafutása végét jelentették.

### Stílusa
Mike Tyson a nehézsúlyban alacsonynak számított. A Trevor Berbick elleni mérkőzésen, 1986 novemberében 5 feet 11 ½ inch (kb. 181,5 cm ) magassággal jelent meg. Bár ez elég bizonytalan adat, mert mérkőzésenként „változott” a magassága. Például Buster Douglas ellen 1990 februárjában, a mérkőzés előtti hivatalos adatok szerint már csupán 5’10” (178 cm) magas volt, Orlin Norris ellen 1999-ben pedig újra 5' 11 ½’’-et adtak meg hivatalos adatként. Ám az ilyen anomáliáktól eltekintve is megállapítható, hogy általában nála magasabb ökölvívók ellen lépett szorítóba. A magasságbeli különbség időnként elérte a 16-18 centimétert is. Mivel ütőtávja lényegesen rövidebb volt ellenfelei ütőtávjánál, így távoli ütésekkel nem tudta volna sakkban tartani őket, ezért alacsony termetéből próbált előnyt kovácsolni magának, s ez meghatározta stílusát, így vált a közelharc mesterévé.
Ehhez mindenekelőtt rendkívüli ütőerőre, gyorsaságra és csiszolt technikára volt szüksége. Általában letámadta ellenfeleit. Leszegett fejjel, karfedezet mögött, lépett be ellenfele ütőtávja mögé, és villámgyors egyenesekkel, jobb és balhoroggal, testre és fejre mért ütésekkel fárasztotta őket. Angelo Dundee, a kor egyik legismertebb trénere, miután Tyson legyőzte Berbicket, így nyilatkozott: „Tyson olyan kombinációkat ütött, amilyeneket még sosem láttam. Teljesen megdöbbentett. Dolgoztam Alival, dolgoztam Sugar Ray Leonarddal, de Tyson háromütéses kombinációjához foghatót még sosem láttam. Ki látott már olyat, hogy valaki jobbal vesére üt, abból csinál egy jobbfelütést, majd egy balhorgot?"
Tyson népszerűsége és elismertsége mérkőzésről mérkőzésre növekedett. Michael Spinks elleni csatája előtt, amit mellesleg az évszázad mérkőzéseként harangoztak be, Füzesy Zoltán magyar szakíró hosszú cikkben elmélkedett a legnagyobb ütőerejű ökölvívókról. Írását a következő felütéssel kezdi: „Mike Tyson személyében a valaha élt egyik legnagyobb ütőerejű, félelmetes kiütési sorozattal büszkélkedhető versenyző ül a nehézsúlyú trónon.” Majd kicsit később így folytatja: „…a hátráló ellenfél ütései elől elbujkálva lopakodik előre és villámgyors »csapott« horgokat üt; aztán, ha az megrendült, hatalmas erejű horgokból és felütésekből álló sorozatokkal lefiniseli.”  Tyson közeli ütései – fénykorában – szinte szemmel követhetetlenek voltak. De ő nem csak ütőgép volt. Kiváló reflexeinek és jó lábmunkájának köszönhetően látványosan tudott elhajolgatni az ütések elől, nem egyszer ellenfele derekáig lehajolva, ami időnként komikussá tette mérkőzéseit, és kivívta a közönség hangos ovációját.
Tyson nem volt szokványos ökölvívó. Nem „szépen bokszolt”, nem a pontokat akarta gyűjtögetni, hanem kiütni akarta ellenfeleit. Ez az agresszív mentalitás meglátszott a ringben és a ringen kívül is. Olyan hangulatot tudott teremteni, hogy az amerikai populáris kultúrának hamar részévé vált. Videójátékokban, dokumentumfilmekben tűnt fel, sőt már 29 évesen játékfilmet forgattak életéről.
Tehetségét senki nem vitatta, ám életmódja már keveseknek tetszett. Kicsapongásai, sportemberhez nem méltó, egészségtelen, hedonista életvitelt folytatott. „Egy gazdag, fiatal kölyök ostoba, önző életét éltem.” – vallja önéletrajzában. Mindez rányomta bélyegét pályafutására. A sok kihagyás, az alkohol- és drogfüggőség, a rendszertelen edzések idővel megfosztották rendkívüli képességeitől. Fokozatosan lelassult, elvesztette ruganyosságát. Utolsó négy-öt évében, bár időnként meg-megvillant, már csak árnyéka volt régi önmagának. Rajongóinak egyetlen vigasza, hogy pályafutása után hozzákezdett egy másik nagy küzdelemhez: függőségei elleni harcához.

## Visszatérés 2020
Tyson 2020 tavaszán jelentette be, hogy visszatér a ringbe. Nem hivatalos mérkőzésről volt szó, csupán bemutató meccsről, melynek bevétele jótékonysági célokat szolgál. Több név is szóba került, a szurkolók természetesen egy Holyfield elleni összecsapást láttak volna legszívesebben, amire Evander nyitottnak mutatkozott, ám végül a több súlycsoportban is világbajnok, 51 éves Roy Jones Jr.-ra esett a választás. Tyson nyilatkozataiban hangsúlyozta, hogy a bemutató mérkőzés szabályai szerint vívják majd a mérkőzést, ami a hivatalostól eltérő szabályrendszerű. A felek a következőkben állapodtak meg: 8 menetes lesz, 10 helyett 12 unciás kesztyűkkel, nem lesz hivatalos végeredménye, és a bíró bármikor megszakíthatja, ha úgy ítéli meg, hogy veszélyessé válik a küzdelem. Felmerült az aktív sztárokkal történő mérkőzést lehetősége is, amire Tyson a következőt nyilatkozta: „Igazából én is szívesen kiállnék így ellenük, ha a pénz, amit megkeresünk, olyan emberekhez jutna el, akiknek erre most nagy szüksége van. Még egyszer, ezek bemutató mérkőzések lennének csupán, minden komoly ellentét nélkül. Engem már nem izgat, hogy új házat, autót vegyek magamnak, hogy nőim legyenek. Más célok mozgatnak.” 
A november 28-án rendezett összecsapáson mindkét fél igyekezett felidézni régi önmagát. Tyson ment előre, mint egy buldózer és testre mért ütéseivel próbálta fárasztani ellenfelét, aki viszont biztonságos távolságot igyekezett tartani, és egy-egy váratlan ütéssel megrendíteni Tysont. A mérkőzésen Tyson tűnt fittebbnek és aktívabbnak, de nem sikerült döntő fölényt kialakítania. Így a 8 menetet követően a zsűri döntetlent hirdetett.

## Edzése
Tyson egészen a börtönből való szabadulásáig nem súlyzózott. Kidolgozott izomzatát a calisthenics nevű gyakorlatokkal szerezte meg, ami a saját testsúllyal végzett edzések gyűjtőneve, tulajdonképpen erősítő tornagyakorlatokat jelent: húzódzkodás, tolódzkodás, fekvőtámaszok különféle formái, speciális guggoló (squats) és vállerősítő gyakorlatok (shrugs), felülések. Mindezek mellett rengeteget futott, ugrókötelezett, árnyékbokszolt, és sparringolt. 50-60 órát edzett egy héten, napi átlag 8 órát. Ehhez jött még hozzá minden nap 1-2 óra elméleti tanulás.

### A napi programja
- Hajnali 4-kor kelés, átlag 6 km futás
- Reggeli
- 10-12 menet sparring (edzőpartnerrel való bokszolás)
- Calisthenics
- ebéd
- 6 menet sparring, zsákokkal végzett gyakorlatok, ugrókötelezés
- Árnyékboksz
- Vacsora
- Kerékpározás[40]

### Testi adottságai
Tyson látványosan kidolgozott izomzata fiatal korában sokak csodálatát kiváltotta. Edzéséről több kisfilm is készült. Testi adottságai közül elsősorban a rendkívül vastag és izmos nyaka volt feltűnő. Sajátos nyakerősítő edzést folytatott. Az alább közölt testméreteihez tudni érdemes, hogy angol nyelvű táblázatokon alapszanak, de azok nem mindig koherensek egymással. Tyson öklének körmérete például hol 30 cm, hol pedig 33 cm, mellkasa legtöbb helyen 114 cm, de van ahol 132 cm van megadva, hasonlóan a bicepsze általában 41–43 cm között változik, de van ahol 47 cm-t adnak meg, ill. ezeknek a méreteknek megfelelő inchet.
- súly: 98 kg – 105 kg
- nyak körmérete: 47 cm – 52 cm
- bicepsz: 41 cm – 43 cm
- alkar: 35,5 cm
- mellkas (normál állapotban): 109 cm
- mellkas (befeszített állapotban): 114 cm
- derék: 86 cm – 91 cm
- comb: 68 cm
- vádli: 43 cm
- ököl körmérete: 33 cm
- cipőméret: 15(US) 47(EU)[50]

## Magánélete
Tyson számára a világbajnoki cím megszerzése hatalmas ismertséget és dollármilliókat hozott. 20 évesen azonban nem tudott mit kezdeni a rászakadt gazdagsággal és rajongással. Képtelen volt ellenállni a kísértésnek: elkezdett éjszakai bárokba járni, call girlöket hívogatni. Szórta a pénzt. Mérkőzéseire is egyre kevésbé készült, ennek ellenére évekig nem talált legyőzőre. Magánéletében, de pályafutásában is fordulópontot jelentett, amikor egy Desiree Washington nevű nő, akivel Tyson egy éjszakát töltött Indianapolisban, feljelentette nemi erőszak vádjával, és anyagi kárpótlást követelt. Bár a vád elég átlátszó volt, Tysont – a Desireet szállító sofőr, és egy orvosi jelentés alapján, a védelmet támogató tanúk mellőzésével – 6 évre elítélték. '„Hadd ismételjem el itt, amit elmondtam a per előtt, a per során, az ítélet kihirdetésekor, a feltételes szabadlábra helyezésem előtti meghallgatáson, a szabadulásom után, és amit addig fogok mondogatni, amíg sírba nem tesznek. Nem erőszakoltam meg Desiree Washingtont. Ezt tudja ő is, Isten is tudja, és tettei következményeivel együtt kell élnie élete hátralévő részében.”
A börtönben valamelyest lenyugodott: a világirodalom klasszikusait, politikai gondolkodók írásait és a világvallások szent könyveit olvasta. Mindezek mellett kínaiul is tanult. Jó magaviselete miatt 3 év után feltételesen szabadlábra engedték. Szabadulását követően azonban folytatta önpusztító életét: ivászatok, drogozás, szerencsejáték. Nem egyszer keveredett utcai verekedésekbe, s ezáltal újra és újra összeütközésbe került a törvénnyel. Bár házas ember volt, szexfüggőségének sem tudott parancsolni: számolatlanul hívta házába, vagy szállodai szobájába a prostituáltakat, akiktől nemi betegségeit szerezte.
2007-ben úgy döntött, hogy abbahagyja a drogozást, és úgy általában szakít addigi életformájával. 2008-ban James Tobac rendezésében, Tyson címmel dokumentumfilm készült életéről. A film az alábbi vallomással fejeződik be. „A közelmúltban, amikor hagytam, hogy a drog és az alkohol uralkodjon rajtam, teljesen tiszteletlenül viselkedtem másokkal, nem uralkodtam magamon. Még saját magamat sem tiszteltem. Nem érdekeltek azok sem, akik közel álltak hozzám. Alig törődtem a gyerekeimmel. Az egyetlen dolog volt e két szenvedély, amiből erőt merítettem. Fokozatosan függővé váltam, depressziós lettem, és végül elvonóra kellett mennem, mert nagy űr volt a szívemben és nagy seb. Mindenem megvolt az életben, de egyik sem töltötte be az űrt, ami hiányzott az életemből. Tudod, ha meg is van mindened, de üres az életed, akkor mit sem ér. Így voltam én ezzel. Így hát más után kellett néznem. Egyszerűen csak látni szerettem volna, hogy felnőnek a gyerekeim, hogy befejezik az iskolát. Látni Mike Tysont az unokákkal. Kíváncsi voltam, milyen is lehet az. Jobbá akarok válni, nem szeretem már azt a személyt, aki valaha voltam. Egy őrült alak voltam. Kábítóztam, mérgeztem a szervezetem. Többé nem akarom csinálni. Én egy jóravaló ember akarok lenni, és tudom, hogy azzá válhatok.”
Egy Wonderland (Csodák földje) nevű rehabilitációs intézetbe vonult, ami pozitív hatást tett rá. Idővel képes volt rövidebb-hosszabb időre – hetekre, hónapokra, majd évekre – elhagyni a drogot és az alkoholt. Közben megrázó nyilatkozatokban tárta a nyilvánosság elé függőségét, az önmegtartóztatás nehézségeit, visszaeséseit.
2009-ben házasságra lépett Lákhia Spicerrel (Kiki Tyson), aki fontos támaszt jelent számára a függőségei elleni harcban.
Tysonnak különböző nőktől 8 gyermeke származott. Egyik kislánya, Exódus 4 éves korában balesetben meghalt. Jelenleg Las Vegasban él feleségével és két, Kikitől született gyermekével, Milánnal és Moroccóval, de a többi gyermekének is gondját viseli. Jelentős, 70 kilós túlsúlya miatt áttért a vegán étrendre, így lassan visszanyerte régi formáját. Egykori haragosaitól bocsánatot kért. Országos visszhangot váltott ki Evander Holyfielddel való kibékülése. Az eseményre Oprah Winfrey műsorában került sor. „Jó volt újra látni Evandert. Mindketten a gettóból indultunk és lettünk elismert bunyósok. Végre lehetőségem nyílt őszintén bocsánatot kérni tőle a nyilvánosság előtt, és remélhetőleg példát mutatni a fiataloknak azzal, hogy kibékültünk, hátha így abbahagyják egymás értelmetlen gyilkolászását.”

Önéletrajzában, amely 2013-ban jelent meg Undisputed Truth (Kendőzetlen igazság) címmel, igazi gettóstílusban mutatja be életének mélypontjait, őszintén vall hedonista, önpusztító egykori életstílusáról, és feltárja az abból való szabadulásának fájdalmas lépéseit. Könyvét a következő szavakkal zárja: „Őszinte szeretettel és hálával tartozom barátaimnak, családomnak és támogatóimnak… Külön köszönöm gyerekeimnek: Mikey-nak, Genának, Raynának, Amirnak, Miguelnek és Moroccónak. Mindent értetek teszek. Szeretlek Exodus Sierra Tyson. Te vagy az én örök angyalom. Nem telik el úgy nap, hogy ne gondolnék rád. A veled töltött négy év ezen a bolygón, életem legjobb időszaka volt. Sosem felejtelek el. És végül köszönöm az én drága feleségemnek, Kikinek, a feltétel nélküli szeretetedet és támogatásodat. Tudom, hogy nem mindig könnyű velem, de nagyon hálás vagyok mindenért, amit csinálsz. Szeretlek.” 
Tyson mai személyiségére vet fényt Vastag Csaba, aki az USA-ban járva véletlenül egy szállodában lakott vele. A magyar énekes összehaverkodott a legendás bokszolóval, hazatérve pedig a következő szavakkal jellemezte: „Nagyon jófej, annak ellenére, hogy mindenki egy vadembernek tartja, nagyon alázatos és szerény, de olyan kisugárzással, ami kevés embernek van.”

## Filmográfia

### Film
| Év   | Magyar cím                     | Eredeti cím                     | Szerep         | Magyar hang      | Rendező            |
| ---- | ------------------------------ | ------------------------------- | -------------- | ---------------- | ------------------ |
| 1999 | Ilyen a boksz                  | Play It to the Bone             | önmaga         |                  | Ron Shelton        |
| 2001 | Krokodil Dundee Los Angelesben | Crocodile Dundee in Los Angeles | önmaga         | Papucsek Vilmos  | Simon Wincer       |
| 2006 | Rocky Balboa                   | Rocky Balboa                    | önmaga         |                  | Sylvester Stallone |
| 2006 | Horrorra akadva 4.             | Scary Movie 4                   | önmaga         | nem szólal meg   | David Zucker       |
| 2009 | Másnaposok                     | The Hangover                    | önmaga         | Schneider Zoltán | Todd Phillips (1.) |
| 2011 | Másnaposok 2.                  | The Hangover Part II            | önmaga         | Schneider Zoltán | Todd Phillips (2.) |
| 2013 | A kiütés                       | Grudge Match                    | önmaga (cameo) | Schneider Zoltán | Peter Segal        |
| 2013 | Horrorra akadva 5.             | Scary Movie 5                   | önmaga         | nem szólal meg   | Malcolm D. Lee     |
| 2015 | Törtetők                       | Entourage                       | önmaga         | Schneider Zoltán | Doug Ellin         |
| 2015 | Ip Man – A védelmező           | Ip Man 3                        | Frank          | Bolla Róbert     | Wilson Yip         |
| 2017 | A kínai kapcsolat              | China Salesman                  | Kabbah         | Schneider Zoltán | Tan Bing           |
| 2018 | Kickboxer: Megtorlás           | Kickboxer: Retaliation          | Briggs         | Schneider Zoltán | Dimitri Logothetis |
| 2019 |                                | Hamlet Pheroun                  | Rick           |                  | Raouf Abd El Aziz  |
| 2019 |                                | A Madea Family Funeral          | Roy            |                  | Tyler Perry        |
| 2022 | A bosszú ára                   | Vendetta                        | Roach          | Schneider Zoltán | Jared Cohn         |

## Vállalkozásai
Több vállalkozást is beindított: 
- Tyrannic production (filmes vállalat)[67]
- Mike Tyson Collection (ruházati vállalkozás)[67]
- Mike Tyson Cares Foundation (lecsúszott, vagy elhagyott gyermekeket támogató, gondoskodó szolgálat),[68][69]
- Iron Mike Production (profi és amatőr ökölvívókat reklámozó, támogató szervezet)[70][71]
- Tyson Holistic (egészséges termékeket forgalmazó vállalkozás).[72]
- Iron Mike Genetics (gyógyászati célú marihuánatermesztésre[73][74] alapított vállalkozás)[75][76]

Mindezek mellett önálló esteken lép fel, melyeken életéről beszél könnyed stílusban. Műsora olyan sikeres volt, hogy még a Broadway-en is többször előadta. Továbbá rendszeresen szerepel különféle akciófilmekben és vígjátékokban, melyeknek listáját honlapján közli.

## Idézetek Mike Tysontól
Tysonnak számos gondolata kering szállóigeként. A tőle származó idézetek között azonban rendet kell tenni. Sok cikkíró ugyanis Tysont, a róla fiatalkorában kialakult előítéletekre ráerősítve, még mindig a rosszfiú-imidzsbe akarja beszorítani. Ennek alátámasztására idézik tőle fiatalkorában ellenfeleire tett trágár és sértő megjegyzéseit. A dolgot azonban árnyalja, hogy az ökölvívás világában a hangzatos beszólogatások egy-egy mérkőzés marketingjéhez szervesen hozzátartoznak, továbbá az idősödő Tyson legtöbb fiatalkori, másokat sértő, otromba megjegyzését megbánta, azoktól elhatárolja magát. Egy példa: a Pinklon Thomas elleni fellépése előtt durván megbántotta ellenfelét. Visszaemlékezésében viszont így ír: „Ma már borzasztóan szégyellem, hogy valaha efféléket mondtam egy felnőtt embernek.”  „Amikor felidézem ezeket a sztorikat, alig bírom elhinni, micsoda tiszteletlen, tahó szörnyeteg voltam akkoriban.” Saját bevallása szerint sokat tanult a hibáiból, és ma már igyekszik más emberként élni. Az alább olvasható idézetek nagyjából időrendi sorrendben követik egymást.
- „Szeretem megütni az embereket. Tényleg szeretem… A legtöbb híres ember fél attól, hogy valaki megtámadja. Én viszont éppen azt akarom, hogy megtámadjanak. Nincsenek fegyverek. Csak ő és én. Szeretem megverni az embereket, méghozzá csúnyán.” (1988)[83]
- „Amikor valakivel harcolok, meg akarom törni az akaratát. El akarom venni a férfiasságát. Ki akarom tépni a szívét, hogy aztán megmutathassam neki.” (1988)[84]
- „A boksz pihenés. Amikor ringbe szállok valaki ellen, az a vakáció. De az edzőteremben újra meg újra végre kell hajtanom a feladatokat, amíg minden porcikám sajog, és a lelkem mélyén azt érzem, hogy soha többé nem akarom ezt csinálni.”[85]
- „Nekem a boksz olyan, mint a fizika Einsteinnek, vagy mint a szavak Hemingwaynek. A boksz agresszió. Az agresszivitás a véremben van.” (1995) [86]
- „Mindenkinek van egy terve, míg szájon nem vágják.” [87]
- „Némelyek azt mondják: bárcsak a te cipődben járhatnék! De az emberek százai, akik ezt akarják, egy tizedét sem tudják annak, hogy mit jelent az én cipőmben járni. Ha tudnák, úgy sírnának, mint egy kisbaba.” [88]
- „Tanulni nagyon nehéz, csak a saját hibádból tudsz.”[89]
- „Nézem, ahogy az emberek nem merik vállalni önmagukat. Ha meleg vagy, legyél meleg. Ne játszd, hogy nem vagy az. Légy az, aki vagy, mert mi önmagad miatt szeretünk téged.”[89]
- „Az emberek az imidzsek és nem a valóság alapján ítélkeznek.” (2013) [90]
- „Az embernek túl későn jön meg az esze, és túl hamar öregszik meg.” [91]
- „Aki mindenkinek barátja, az saját maga ellensége.” [92]
- „Ha nem vagy alázatos, az élet tesz róla, hogy meg legyél alázva.”[92][93]
- „Az emberek valójában nem tudják, kiért rajonganak. A kiütéseket éljenzik meg. Ez minden, amiért rajonganak.” (2013)[94]
- „A hírnévvel járó sok felhajtás csak kiüresíti az embert, ha nem rendelkezik szilárd alapokkal.” (2013) [81]
- „A fegyelem az, hogy csinálsz valamit, amit utálsz, mégpedig úgy csinálod, mintha szeretnéd.” (2014) [93]
- „Ha nem szeretettel és szenvedéllyel csinálsz valamit, hanem csak a pénzért, akkor az eredmény katasztrofális lesz.” (2014) [93]
- „Ami a drogfüggőséget illeti: minden nappal, amikor nem nyúlok a kábítószerhez, erősebb leszek. Mert az az érzés egy nap megint rám fog törni. Ez elkerülhetetlen. De addig, amíg nem drogozok, felkészülök arra, ha újra eljön az idő. És az idő el fog jönni. Vagy a padlóra kerülök, vagy a magasba emelik a kezemet. Valamelyik a kettő közül. És nem érzem úgy, hogy még egyszer vesztes lennék az életben.” (2014) [93]
- „A szexfüggőség sokban különbözik a drog- vagy alkoholfüggőségtől, de ha az ember ki akar gyógyulni belőle, ugyanúgy nemet kell mondania, mint a drogokra. Sok munka kell hozzá. Állandóan analizálnod kell, hogy mit csinálsz, hogyan beszélgetsz a nőkkel, mennyi ideig nézel rájuk. Nekem három másodpercnél tovább nem szabad.”[95]

## Vallási nézetei
Gyermekkorától kezdve újra és újra találkozott a vallással, annak valamilyen formájával. Katolikus iskolába járt, időnként a templomba is, de az általa megismert papok visszás viselkedése miatt nem tudott azonosulni az egyházzal. A börtönben ismerkedett meg egy „kedves, nagyon szívélyes, hiperudvarias keresztény testvérrel” aki megdöbbentette őszinteségével és emberismeretével. Nagyobb hatással voltak rá a muzulmán tanítók, és lassan befogadta az iszlámot. Sajátos, egyéni értelmezésében keverednek a muzulmán hitrendszer tanai a jézusi gondolatokkal, mindebben az is közre játszik, hogy felesége keresztény:
- „… mindenkivel úgy bánok, ahogy szeretném, ha velem bánnának. Amit magamnak kívánok, azt kívánom mindenkinek, akit szeretek.”
- „Végeredményben minden vallás ugyanazt mondja: szeresd felebarátodat. A gyermekeim imádják a karácsonyt. Mondjam erre azt neki, hogy ez rossz, a karácsony egy pogány ünnep, nem ünnepeljük? Inkább azt mondom: „Vegyünk karácsonyi játékokat, és legyen minden nap karácsony.” Tudják, hogy én vagyok a Mikulás. Ha szeretik a karácsonyi énekeket felőlem nyugodtan hallgathatják őket."
- „Azt mondják, csak a muzulmánok jutnak a mennyországba. De ha a mennyországban csak muzulmánok lesznek, és nem találkozhatok ott barátaimmal meg szeretteimmel, akkor nem akarok odakerülni. Olyan helyen akarok lenni, ahol nevethetek és vitatkozhatok barátaimmal, függetlenül a vallásuktól."
- „Nem tudom felfogni azt, amit mások mondanak nekem Istenről. Nem hatol el a lelkemig. De az Univerzum biztosan nem véletlenül jött létre. Mindent elborít a káosz, ezért kell lenni valamiféle egyensúlynak, ami lehetővé teszi nekünk, hogy összpontosítsunk ebben a tébolyodott atmoszférában.”
- „Tehát a megváltásomat nekem kell megbeszélnem Istennel. Allah fogalma nagyon tetszik. Nem tudom, valóban így van-e, de tetszik, és jónak tartom.”
- „Elmenni Mekkába és Medinába fantasztikus élmény volt. Közelebb kerültem a hitemhez, ugyanakkor visszataszítónak találtam néhány muzulmán testvérem viselkedését. Amikor odaértem, a látogatásomat azonnal annak bizonyítékaként kezelték, hogy az iszlám különb a kereszténységnél és az összes többi vallásnál. Nem arról beszéltek, hogy jobb emberré váltam, sokkal inkább úgy állították be a helyzetet, hogy megszerezték a nagy Mike Tysont.”
- „… meghallgattam a Próféta tanításait, és igyekeztem azok szerint élni az életemet. Próbáltam az embereket a szívük jósága alapján megítélni."[99]
- Vannak ateisták, akik nem hisznek Istenben, mégis odaadnák az utolsó ruhájukat is. Néhányan meg egész nap Istenhez imádkoznak, de valójában gonoszak és rosszhiszeműek.[100]

## Érdekességek

### Apróságok Tyson fiatalkorából
Galambászat
Kisgyerekkorától kezdve vonzódott a galambokhoz. Szinte szürreális volt, hogy a bandázások, betörések, verekedések után stresszoldásként az ifjú Tyson galambjaihoz vonult vissza. Sok pénzt költött rájuk. A galambok iránti szeretete később sem csökkent. Világbajnokként is gyűjtötte a galambokkal kapcsolatos folyóiratokat.
Telefonbeszélgetés Alival
Miután 1980 októberében Muhammad Ali vereséget szenvedett Larry Holmestól, Cus D’Amato nagyon dühös lett. Másnap felhívta Alit telefonon és leszidta: – Hogy engedhetted meg, hogy ez a csavargó legyőzzön!? Miután kidühöngte magát, csendesebbre fogva témát váltott: – Muhammad, itt van velem egy fekete srác. Ő lesz a nehézsúlyú világbajnok. Mike Tyson a neve. Beszélj vele kérlek. Azzal átadta a kagylót Tysonnak, aki rögtön bele is szólt: – Sajnálom, ami veled történt. Ali erre így válaszolt: – Beteg voltam kölyök, de ha meggyógyulok, visszatérek és legyőzöm Holmest. Mire Mike: – Ne aggódj, bajnok. Ha nagy leszek, elintézem neked.
Tyson szórja a pénzt
Rock Newman bokszmenedzser mesélte, hogy a Tyson–Biggs-csata napján egy Atlantic City-beli Gucci-üzlet előtt sétált. Az üzlet be volt zárva, de bent 12 fiatal lelkesen vásárolt. Newman megkérdezte a boltost, hogy mi folyik itt? – Ezek az emberek mind Mike Tyson vendégei. Vehetnek, amit akarnak. Mindent Tyson fizet.
Különös vádirat
Los Angelesben egy koncert után beszélgetésbe elegyedett egy nővel. Rámenősségére jellemző, hogy ott helyben meg szerette volna csókolni. Ekkor lépett oda a parkolóőr, és megkérdezte a nőtől, hogy minden rendben van-e? Tyson ezen annyira dühbe gurult, hogy ott helyben felpofozta az őrt, aki viszonzásként feljelentette Tysont. A dolog érdekessége, hogy a bíróság Tyson ellen a következő vádat fogalmazta meg: halálos fegyverrel (kéz) történő garázdaság. Végül 105.000 dollár kártérítésért cserébe elejtették a vádat.
Tiszteletbeli doktori cím Tysonnak
1989 áprilisában, pályája csúcsán adományozta neki a Central State University (Ohio) a Doctorate of Human Letters fokozatot. Ez a magyarra nehezen lefordítható elnevezés egy olyan tiszteletbeli doktori fokozatnak a neve, amelyet nem tudományos területen elért eredményért adományoznak, hanem valami olyan tevékenységért, ami rendkívüli teljesítményt feltételez az adományozott részéről, és ez az eredmény előremutató, példaadó, kitartásra ösztönző. „Mike bizonyítja, hogy a kemény munka és az eltökéltség képes az embert átlendíteni a nehézségeken.” – mondta Arthur Thomas, az egyetem igazgatója. Mikor Tyson is szóhoz jutott, megpillantva az oklevélátadási ceremóniára összegyűlt egyetemista lányokat így szólt: „Nem tudom miféle doktor vagyok, de ahogy elnézem itt ezt a sok gyönyörű lányt, leginkább nőgyógyász szeretnék lenni.” Később így emlékezett erre a mondatára: „Mondhattam volna valami felemelőt is, ehelyett ... minden felmenőmre szégyent hoztam azon a napon.”
Edzés a börtönben
Mikor börtönben volt nem volt lehetősége futni, ezért órákon át helyben futott a szűk cellájában, aminek csodájára jártak a börtönőrök.
Életfilozófia
Ezt az idézetet tette a falra, amikor edzőtáborba ment: „Selejt ember vagy, ha nem bírod a szerencsétlenséget”
Kagylós étrend
Amikor a Tucker-meccsre készült, minden vacsorára 36 kagylót evett.
Amikor a felesége dühöng
Egyszer megkérdezték Tysont, hogy mit csinál Robin (az első felesége), ha mérges. Tyson szelíden felelte: – Robin tudja, ha fejbe rúg, nem fáj, így máshol rúg belém.

### Tyson, Holyfield és a visszaadott fül
Tyson és Holyfield 2. csatája az ökölvívás történetének egyik kuriózuma. Ki tudja milyen véget ért volna a két klasszis bunyója, ha Tyson, a fejelések miatti dühében, nem harapja le ellenfele fülének egy darabját. Bár a két bunyóst fiatalon baráti szálak fűzték egymáshoz, ettől kezdve a gyűlölet határozta meg kettejük viszonyát. 12 évvel később azonban kibékültek. Tyson bocsánatot kért. Ezután több show-műsorban, sőt egy reklámfilmben is szerepeltek együtt. Egy cipőgyártó cég kampányfilmjének egyik jelenetében Tyson becsönget Holyfieldhez, bocsánatot kér tőle, és átnyújt neki egy dobozkát, amiből Holyfield csodálkozva veszi ki saját fülének darabját. Tyson elmondja, hogy formaldehidben őrizte meg. Evander mosolyogni kezd, és egy hatalmas öleléssel zárul kettejük jelenete.
Holyfield egyébként azóta többször kifejezte nagyrabecsülését Tyson irányába: „Mindig mondom, hogy Mike talán több embert tud megváltoztatni, mint bárki más, mert az emberek csak ránéznek és azt mondják: „Ha Mike meg tudott változni, én is meg tudok.” 

### Kapcsolata Lennox Lewisszal
Kevesen gondolnák, hogy a két ökölvívó nem csak egyszer küzdött meg egymással. Amatőrként többször is összecsaptak az edzőteremben. A két akkor még tinédzserbokszoló baráti kapcsolatot alakított ki. Lewis így emlékszik kettejük csatáira: „1983-ban még amatőrként ismertem meg. Edzőm talált rá egy kis New York-i tornateremben. Az első edzésen láttam, olyan volt, mint egy ketrecbe zárt oroszlán. Már akkor az volt a célja, hogy kiüssön. Muhammad Ali mozgásából kiindulva én is körbe-körbe táncoltam előle. Négy kellemes napot töltöttünk együtt, ezalatt egyszer sem tudott kiütni. Az ütéseitől feldagadt a szám, cserébe az én csapásaimtól meg az ő ajka repedt fel.”
Később elváltak útjaik. 2002-ben találkoztak újra, de akkor Tyson már leszállóágban volt, a drog és az alkohol uralta. A régi barátság emléke is elhalványult. Lewis viszont pályája csúcsán, kiváló kondícióban volt. A mentális problémákkal küzdő Tyson a mérkőzés előtti sajtótájékoztatón bedrogozva durván belekötött Lewisba, ami már messze túlment az ilyenkor szokásos kötözködésen. Hatalmas verekedés tört ki, óriási volt a botrány. Mindketten a földre kerültek, Tyson ekkor beleharapott Lewis combjába. Alig lehetett őket szétválasztani. Az igazi meccset végül Lewis nyerte kiütéssel. Ám Tysonnak jót tett a vereség, még a ringben kibékült Lewisszal. Alighogy felkelt a padlóról, jelezte, hogy oda szeretne menni az ünnepelt ellenfeléhez, gratulált neki, megölelték egymást, majd közösen adtak rögtönzött riportot Jim Graynek. Nyoma sem volt köztük a pár nappal korábbi viszálynak. Tyson gratulációja után Lewis igazi úriemberként viselkedett, elismerve Tysont a következőket nyilatkozta: „Mike 19 évesen volt érett. Akkor nem volt senki, aki az útjába állhatott volna. Én meg olyan vagyok, mint a jó bor. Később értem meg.” (Lewis 1 évvel idősebb Tysonnál) Mike ezután kifejezte tiszteletét és baráti szándékát Lewis felé. Kapcsolatuk azóta újra jónak mondható.

### Kapcsolata Vitalij Klicskóval
Tyson 2005 szeptemberében járt Kijevben, ahol Vitalij Klicsko, a nehézsúly akkori vitathatatlan világbajnoka (később polgármestere) személyesen vezette végig a városon. A fogadtatás szívélyes volt. Tyson a látogatás után így nyilatkozott Vitalijról: 
„Nagyon jó házigazda volt, egész Kijevet megmutatta. Kivételes egyéniségnek tartom őt, olyannak, amilyennel ritkán találkozol a boksz világában. Hidd el nekem, annyira csodálatos, mikor egy nehézsúlyú világbajnok ennyire barátságosan bánik egy másik bajnokkal… Ezek az emberek intelligensek és műveltek, még akkor is az érdeklődés középpontjában maradnak, amikor abbahagyják az aktív ökölvívást.” Tysonnak megmaradt emlékezetében az ukrán kirándulás. Tíz évvel később, amikor egy New York-i filmfesztiválon orosz újságírók szerettek volna vele riportot készíteni, csak ennyit kiáltott nekik: Kifelé Ukrajnából!

## Róla szóló könyvek magyarul
- Phil Berger: Phil Berger: Véres korszak. Tyson és az ökölvívás világa; ford. Votin Dóra, Molnár János; Contact-sport Kft., Bp., 1990
- ifj. Perutek János: Vas és Oroszlán. Az évszázad mérkőzése; fotó Korponai Tamás; Villás Alapítvány, Bp., 2002
- Mike Tyson–Larry Sloman: Kendőzetlen igazság; ford. Illés Róbert; Szenzár, Bp., 2018

## Róla szóló filmek magyarul
- Acélököl (rendezte: Uli Edel, 1995) filmdráma
- Tyson (rendezte: James Tobac, 2008) dokumentumfilm
- Tyson új viadala 1-6. rész (2011) dokumentumfilm
- Vitathatatlan igazság (producer: Spike Lee, 2013) one-man show
- Más ember lettem (Euronews, Isabelle Kumar, 2014) riport